# Enrique Solano López
Enrique Venancio Víctor Solano López Lynch (Asunción, 2 de octubre de 1858 - Asunción, 19 de noviembre de 1917) fue un político, periodista y escritor paraguayo, conocido por ser uno de los principales defensores de la figura de su padre, el mariscal López.

## Biografía
Nació en Asunción el 2 de octubre de 1858. Era el tercer hijo del matrimonio entre Francisco Solano López y Elisa Alicia Lynch. Pasó sus primeros años en la casa de su familia ubicada en el actual Jardín Botánico de Asunción.
Enrique tenía seis años de edad cuando inició la guerra de la Triple Alianza, un conflicto que llegó a vivir en carne propia, cuando en 1870, a los once años, presenció la muerte de su padre y de su hermano mayor, Panchito.
Tras finalizar la guerra, fue trasladado como prisionero de guerra junto con su madre. Previamente, fueron trasladados a Concepción, luego a Montevideo, y finalmente a Europa, viviendo en el exilio.
Durante su exilio, vivió con la familia de su madre en Inglaterra y estudió en el St. Joseph College en Croydon. Posteriormente, se mudaron a París.
En 1875, acompañó a su madre que fue invitada por el presidente Juan Bautista Gill al Paraguay para establecerse en el país y reclamar algunas propiedades y objetos de valor que supuestamente eran su herencia, pero su misión no prosperó debido al descontento popular, lo que los llevó a marcharse y regresar a Europa para evitar ser linchados.
En 1882 se casó en Londres con Maud Alexandria Lloyd, con quien tuvo 2 hijos: Barbara Lorna (quien posteriormente llegó a ser senadora en Estados Unidos por el estado de Alaska) y Elsa.
En 1893, Enrique volvería definitivamente al Paraguay, cuando aún la figura de su padre era mal vista y prohibida por ley. A pesar del ambiente hostil hacia su persona y su apellido, logró ponerse en contacto con Bernardino Caballero, Patricio Escobar y Pedro Duarte, personas que habían sido cercanas a su padre, por lo que luego se uniría al partido colorado.
Desde 1895, mantuvo una gran amistad con los grandes intelectuales de la época, como Blas Garay, Ignacio A. Pane y Juan E. O'Leary, con los cuales se encargó de reivindicar el nombre de su padre y la causa paraguaya durante la guerra de la Triple Alianza en el conocido como Revisionismo Histórico Paraguayo.
En 1895 fundó, junto con otros intelectuales paraguayos, la Academia Paraguaya de la Historia, la cual sigue en funcionamiento hasta hoy en día.
En agosto de 1896 se sabe que Enrique se encontraba en Buenos Aires, donde asistió al funeral del ingeniero militar Robert A. Chodasiewicz.
En 1900, fundó el periódico paraguayo La Patria, donde publicaba temas relacionados con la memoria de su padre y sobre los excombatientes de la guerra.
El 16 de noviembre de 1900 se casó en Asunción con su prima Adela Carrillo, con quien tuvo 6 hijos: Francisco, Elisa Adela, Carlos Antonio, Enrique, Miguel Cirilo y Jorge Manuel.
En 1904, debido a la revolución liberal, varias veces fue a parar en la cárcel y en 1908 su periódico fue clausurado y Enrique fue exiliado.
En 1912, regresó al país y ocupó distintos cargos en instituciones públicas y en la política, llegando incluso a ser intendente de Asunción ese mismo año y senador en 1917.
Falleció sorpresivamente de muerte natural, el 19 de noviembre de 1917 a la edad de 59 años, .

## Colección
Enrique llegó a coleccionar más de 10 000 documentos relacionados con la historia de Paraguay, entre los que se incluyen libros, folletos, mapas, periódicos extranjeros y nacionales. Entre sus piezas más importantes se encuentran las colecciones completas de distintos periódicos paraguayos como: 
- El Paraguayo Independiente (1845-1852)
- El Semanario (1852-1868)
- Cabichu’i (1867-1868)
- Estrella (1867-1869)

Con el paso del tiempo, esta vasta colección se ha reducido y actualmente cuenta con solo unos 2.000 documentos, encontrándose resguardada la mayoría de ellos en el Archivo Nacional de Asunción.

## Homenajes
Como homenaje, en el año 2014 la Biblioteca Nacional del Paraguay lanzó la Colección Enrique Solano López, un libro donde se recopila y resume los documentos y escritos más importantes de su colección.
En su honor una calle en el Barrio Jara de la ciudad de Asunción lleva su nombre.